# St. Leonhard (Börwang)

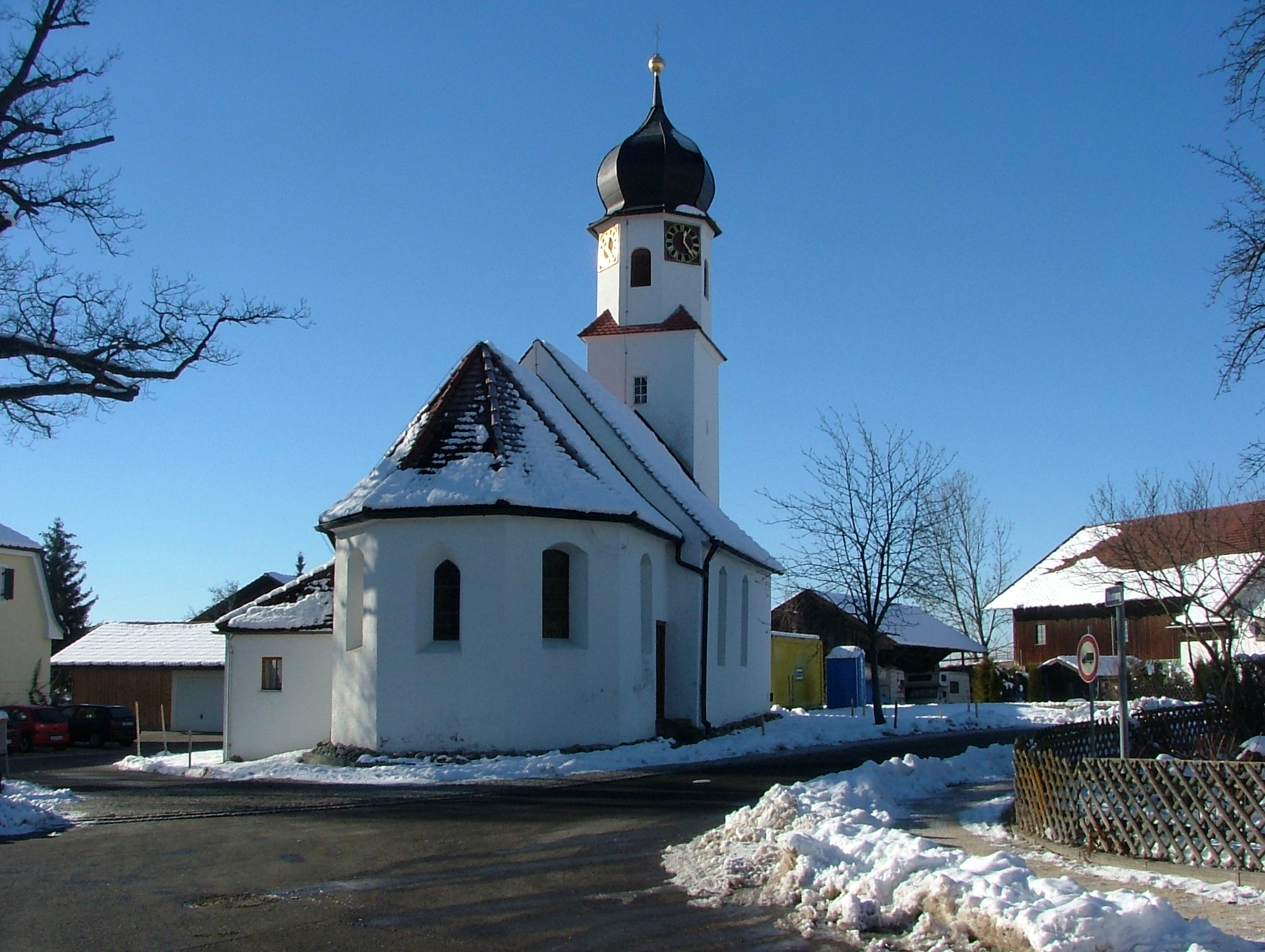
St. Leonhard in Börwang

Die römisch-katholische Filialkirche St. Leonhard steht in Börwang, einem Gemeindeteil von Haldenwang im Landkreis Oberallgäu von Bayern. Das Bauwerk ist in der Liste der Baudenkmäler in Haldenwang als Baudenkmal unter der Nr. D-7-80-122-7 eingetragen. Die Kirche gehört zum Dekanat Kempten des Bistums Augsburg.

## Beschreibung
Die zwischen 1460 und 1480 erbaute und am Ende des 17. Jahrhunderts veränderte Saalkirche besteht aus einem Langhaus, einem eingezogenen, dreiseitig geschlossenen Chor im Osten und einem Kirchturm auf quadratischem Grundriss im Westen, der mit einem achteckigen Geschoss aufgestockt wurde, das die Turmuhr und den Glockenstuhl beherbergt, auf dem eine Zwiebelhaube sitzt. Der Innenraum des Langhauses ist mit einem Tonnengewölbe überspannt. Auf dem Fresko im Langhaus ist der heilige Leonhard dargestellt. Zur Kirchenausstattung gehört ein um 1695 gebauter Hochaltar, der von Statuen auf Konsolen flankiert wird. Auf dem Altarretabel wurde zwischen Säulen der Kirchenpatron gemalt.